# Holter Kreuz

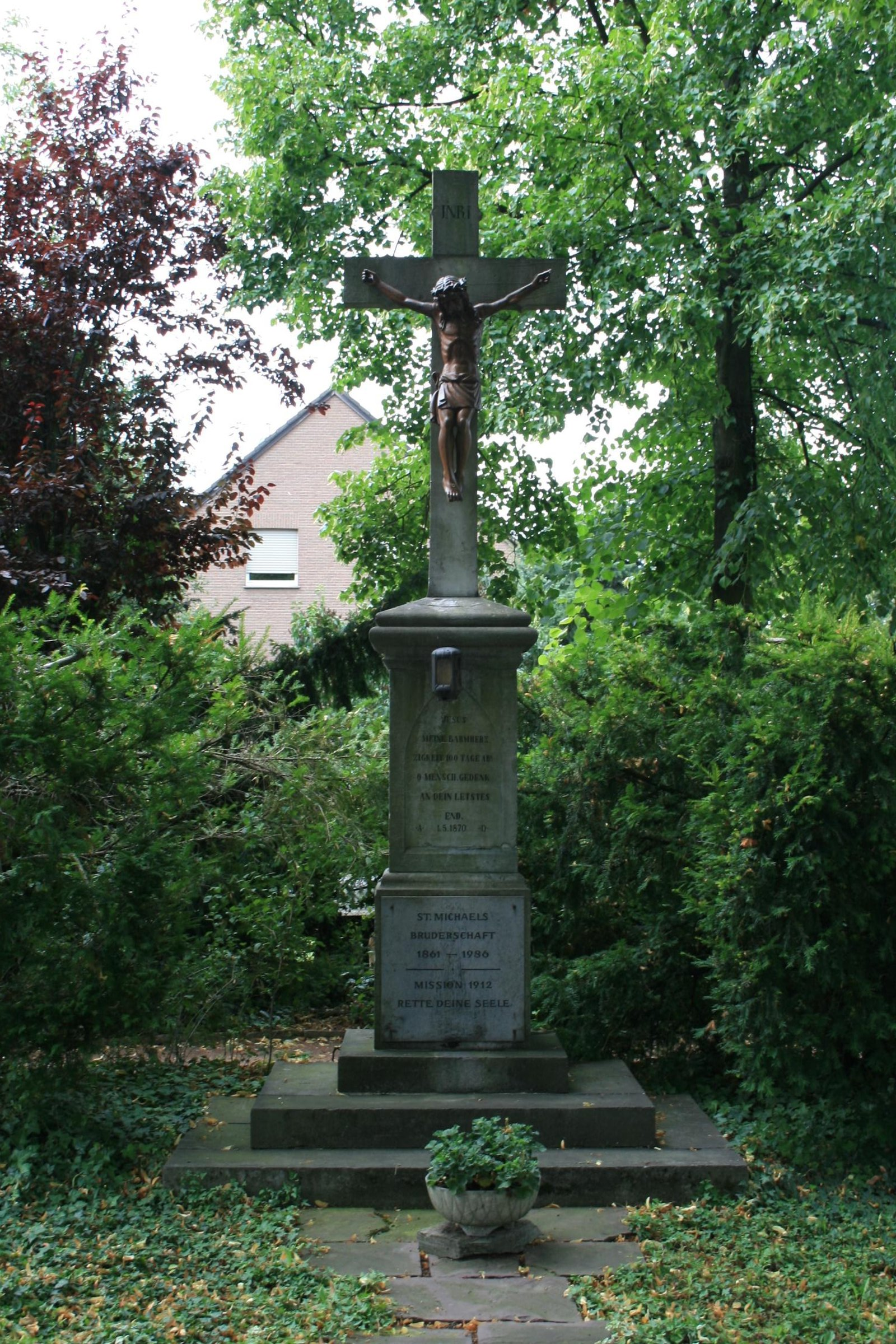
Wegekreuz (2010)

Das Holter Kreuz steht im Stadtteil Holt in Mönchengladbach (Nordrhein-Westfalen), Hehnerholt.
Das Kreuz wurde 1870 erbaut. Es ist unter Nr. H 095 am 10. Oktober 1995 in die Denkmalliste der Stadt Mönchengladbach eingetragen worden.

## Lage
Das als Ablass- und Missionskreuz errichtete Wegekreuz steht an der Einmündung der Straße Holter Kreuz in die Straße Hehnerholt.

## Architektur
Das Schaftkreuz steht auf hohem, mehrfach gegliedertem Unterbau aus Blaustein. Dreistufiger Sockel, darüber blockhafter Sockel mit nachträglich angebrachter Tafel von 1986, deren Inschrift lautet:
ST. MICHAELS / BRUDERSCHAFT / 1861–1986
MISSION 1912 / RETTE DEINE SEELE
Durch ein tragendes Karnies getrennt von dem durch eine spitzbogige Nische an der Frontseite geprägten Mittelteil mit der Inschrift:
JESUS / MEINE BARMEHR / ZIGKEIT. 100 TAGE ABL. / O MENSCH;GEDENK / AN DEIN LETSTES / END. / . A . 1.5.1870   . D .
Starke haubenartige Verdachung mit Wülsten als Basis für das schlanke Schaftkreuz mit neuem Holzcorpus.